# Campeonato Nacional de Fútbol (Perú)
El Campeonato Nacional de Fútbol fue un torneo oficial peruano organizado por la Federación Peruana de Fútbol que se disputó desde 1928 hasta 1980. Participaban las selecciones provinciales de los departamentos del Perú y que dependían de la FPF. Fue el primer Torneo Nacional celebrado en el fútbol de Perú.
En 1935, el campeón del torneo se hizo acreedor de la Copa Presidente, donada por el presidente de la República Óscar Benavides.
Hasta la edición de 1937 participaron en el torneo representando a Lima y al Callao los futbolistas de los equipos de la Primera División pertenecientes a esas ciudades. Entre las ediciones de 1939 y 1944 ambas ciudades participaron formando una única selección. En los torneos siguientes las selecciones de Lima y del Callao estuvieron formadas con los jugadores de sus respectivas ligas amateur.
Hacia mediados de la década de 1960, el torneo fue perdiendo paulatinamente interés de la afición hasta que se dio la inclusión de los clubes del interior de Perú en los Campeonatos Descentralizados en 1966, además de la creación de la Copa Perú ese mismo año, con el proyecto de Víctor Nagaro Bianchi, como jefe del Consejo Nacional del Deporte equivalente a lo que es actualmente el Instituto Peruano del Deporte nombrado en 1965 por el presidente Fernando Belaúnde Terry durante su primer gobierno, cuya idea era emular los torneos descentralizados de aquella época en Italia y Francia donde participaba todo el país. Buscando la descentralización del fútbol se invitó a cuatro equipos del interior del país: Alfonso Ugarte de Chiclín, Melgar de Arequipa, Atlético Grau de Piura y Octavio Espinosa de Ica al Campeonato Descentralizado 1966. La última edición del torneo se llevó a cabo en 1980, tras casi dos décadas de inactividad, donde se discontinuó hasta el día de hoy.

## Sistema de disputa
Se organizaba primero entre la cercanía geográfica se jugaba la fase departamental (selecciones provinciales), luego los campeones representaban a su departamento (que ocasionalmente eran reforzados) jugaban en macro regiones y finalmente los mejores venían a Lima, a jugar en el Estadio Nacional la liguilla final, para determinar al Campeón Nacional.

## Ediciones disputadas
| Edición | Campeón              | Subcampeón |
| ------- | -------------------- | ---------- |
| 1928    | Lima Callao          | Arequipa   |
| 1932    | Arequipa Callao Lima |            |
| 1935    | Sullana              | Lima       |
| 1937    | Callao               | Chiclayo   |
| 1939    | Lima-Callao          | Ica        |
| 1942    | Lima-Callao          | Chicama    |
| 1944    | Lima-Callao          | Ica        |
| 1946    | Ica                  | Chiclayo   |
| 1952    | Trujillo             | Arequipa   |
| 1953    | Arequipa             | Ica        |
| 1954    | Talara               | Pisco      |
| 1955    | Huacho               | Talara     |
| 1956    | Arequipa             | Lambayeque |
| 1958    | Talara               | Ica        |
| 1960    | Piura                | Huancayo   |
| 1963    | Huancavelica         | Cañete     |
| 1980    | Tacna                | Piura      |